# 看板

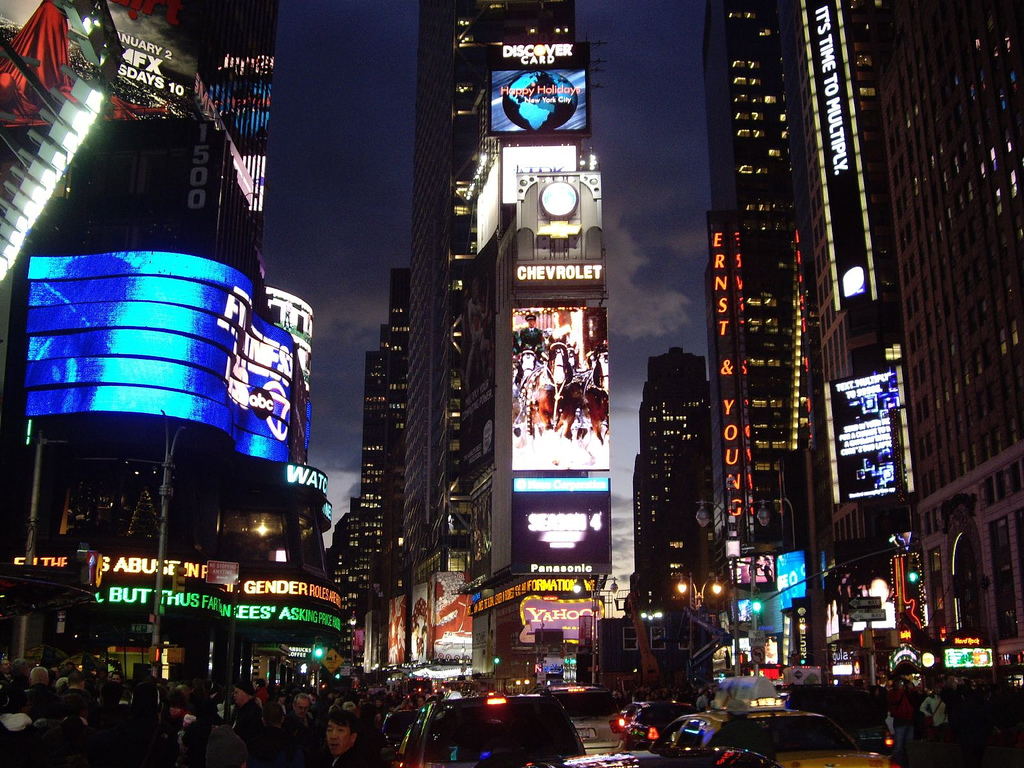
ワンタイムズスクエアのビルと看板群

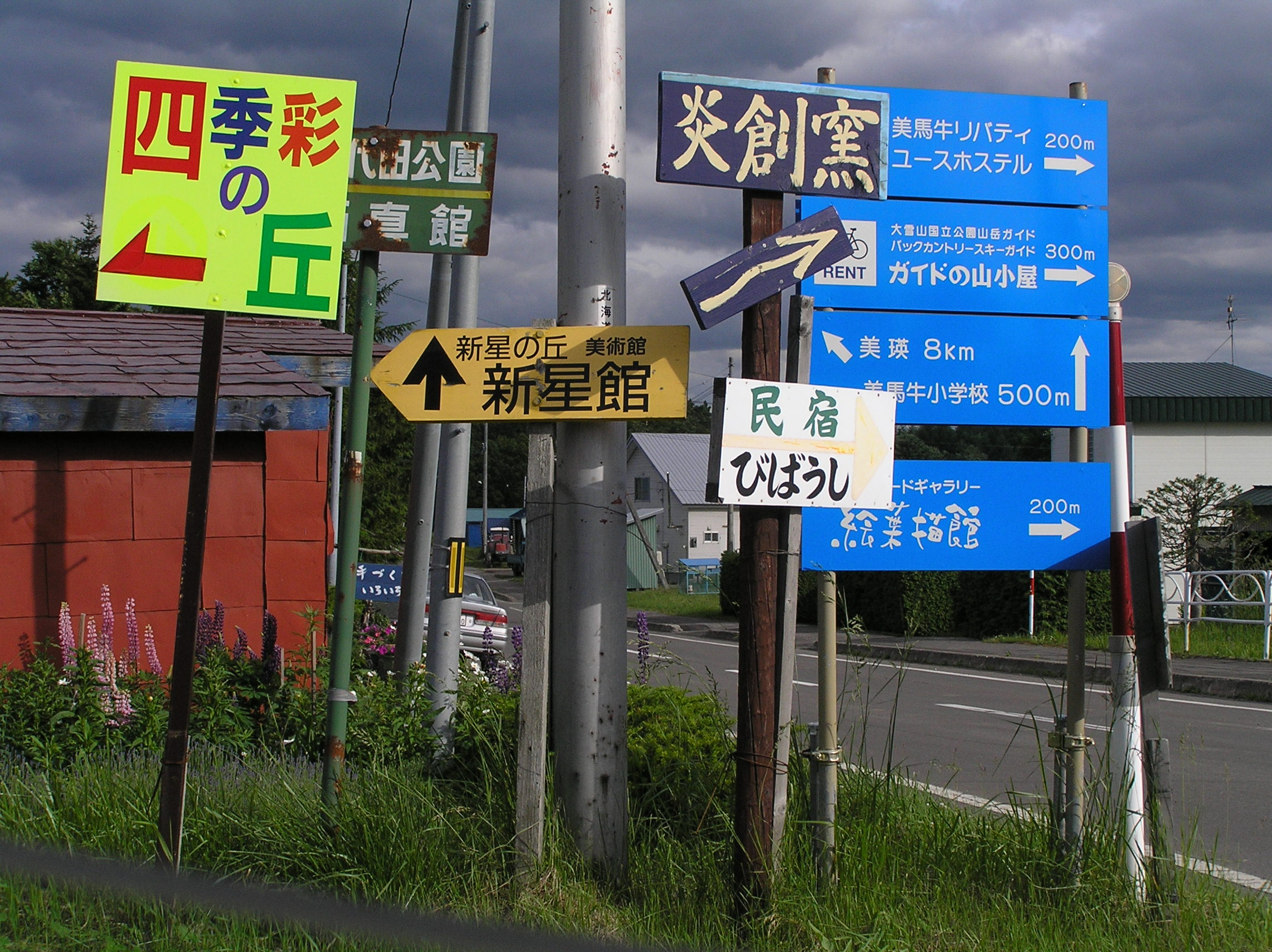
所狭しと立てられた案内と宣伝を兼ねた立て看板（北海道）

看板（かんばん）とは、告知、通知、宣伝、広告などのために使われる、木、プラスチック、金属（ステンレスなど）など、ある程度耐久性のあるものを材質とした、通常は板状の物体。近年では低コスト・高耐久性のあるアルミ複合板が広く使用されている。主に屋外に使用されるものを指すことが多いが、広義では室名札やディスプレイ用のパネルなど屋内で使用されるものも看板と見なす。
日本語では「看板」と「標識」は明確に区別されるが、英語でsign（サイン）と言い表される場合はより広い意味となり、「標識」「目印」といった意味合いを持つことから、宣伝や広告の意味以外にも見るものに対し、何らかの情報を伝えるための表示物と捉える場合もある（日本語では注意警告や義務などを示すものは標識というが、指示標識については通常は看板という）。
屋外広告物の一種である。

## 看板の目的
看板の目的としては、看板を掲示する場所に存在する店舗や会社の名称の掲示、一般の広告目的（企業、製品、タレントなどの人物、映画など）が主と考えられるが、順路、避難路などの表示（一部は案内板とも呼ばれる）、注意喚起のための看板（道路工事の際に使われる看板なども含む）などの目的もあり、さまざまである。
さらに、看板自体を美術作品として制作することもありうる。看板芸術、看板アートなどと呼ぶことができる。

## 歴史
屋外広告としての看板は、店や職業を示す目印から始まったとされ、古代ローマで酒屋の目印として灌木の束を軒先に吊るされていたことが、良い品には広告や看板は不要であることを指す「good wine needs no bush」の語源とも言われている。ポンペイ遺跡で発掘されたパン屋などのレリーフも看板としての役割を持っていたのではないかとされているほか、韓非子にも酒旗の記載があることから、紀元前には店頭看板の原型が各都市で形成されていたと考えられる。
日本においても、平城京に設けられた東西両市で店ごとに目印を掲げていたとされ、大和絵に暖簾や看板が描かれていることが確認できる。現存する日本最古の店頭看板とされるのは、虎屋所蔵の聖一国師による仁治2年の「御饅頭所」の看板である。日本では布製の暖簾の使用が多く、板状の下げ看板や屋根看板の使用が増えたのは江戸時代以降とされている。
また、広告用途以外では、古代ローマのアクタ・ディウルナのような情報の伝達手段・掲示板としての看板も古くから存在し、日本においても天平宝宇の頃の馬の捜索を求める木簡の立て札が遺されているほか、明治6年まで法令の公示は各所に設置された高札によってされていた。

## 形・大きさ・材質

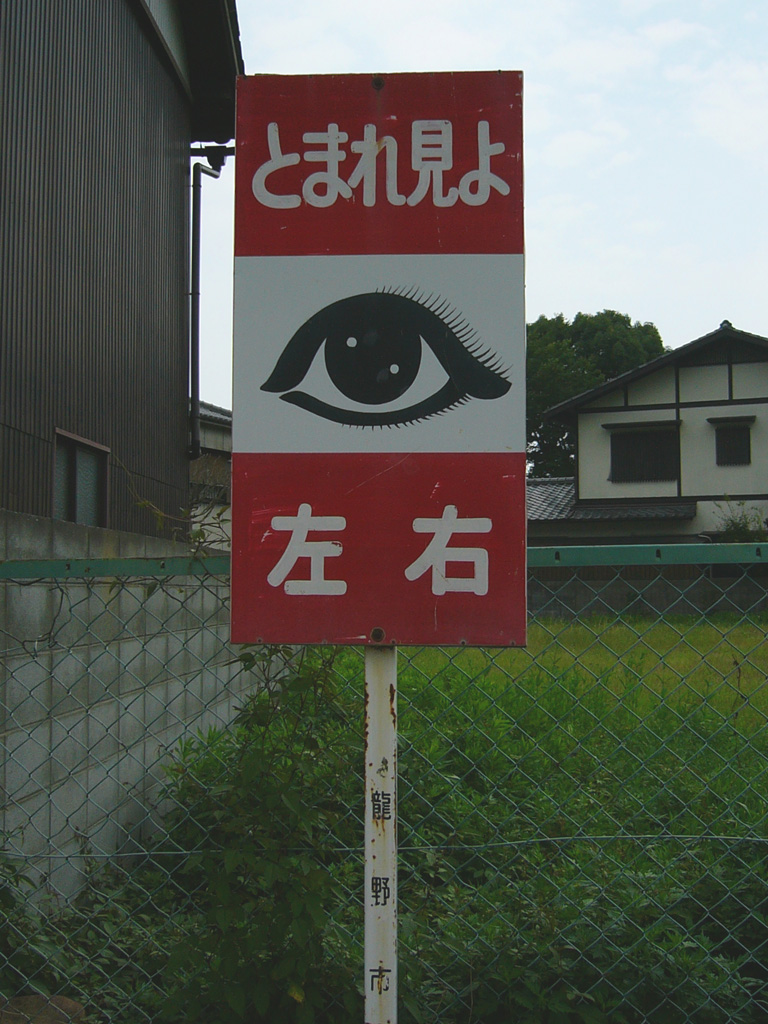
注意喚起のための看板

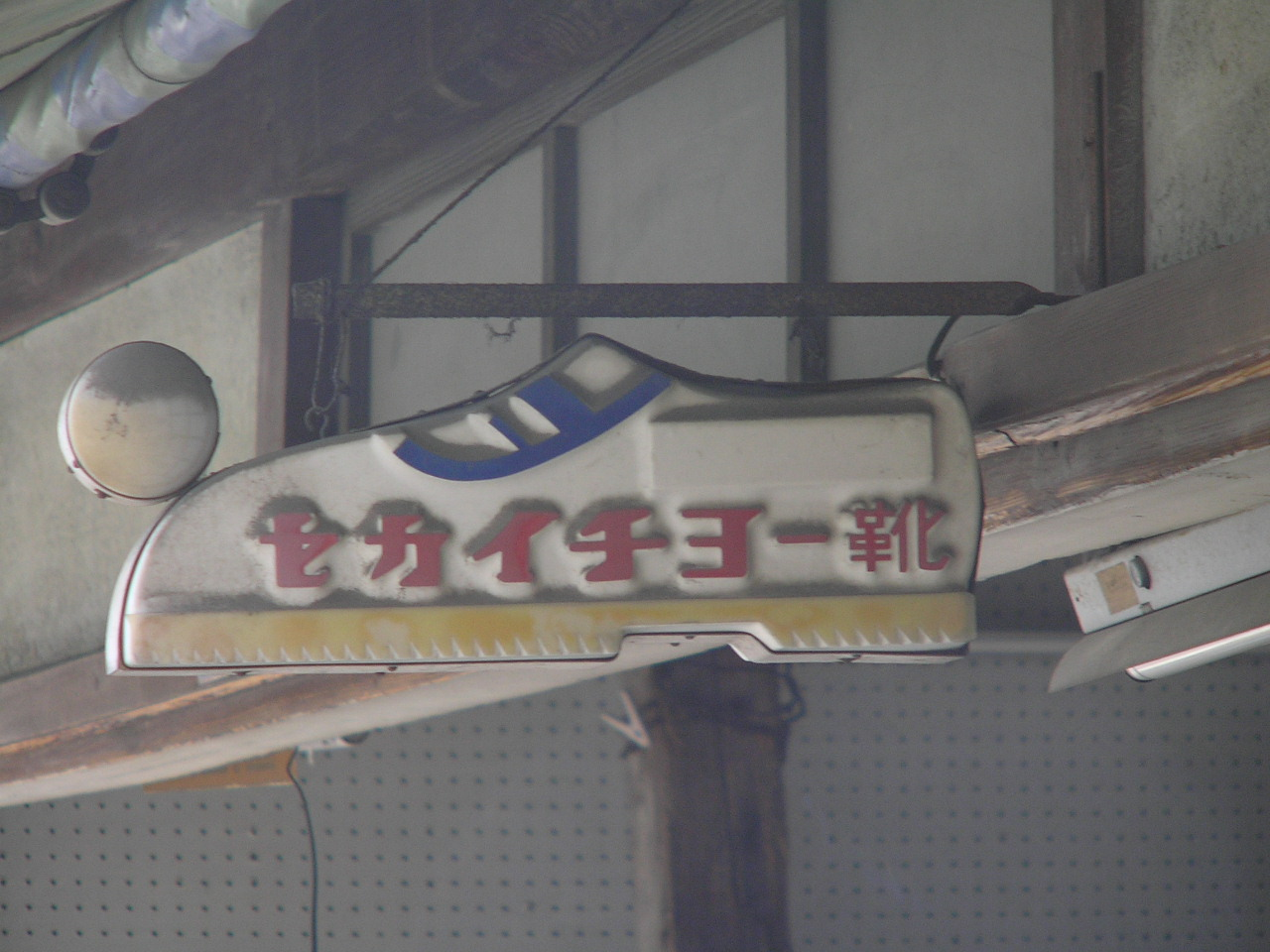
合成樹脂製のレトロ看板（世界長）

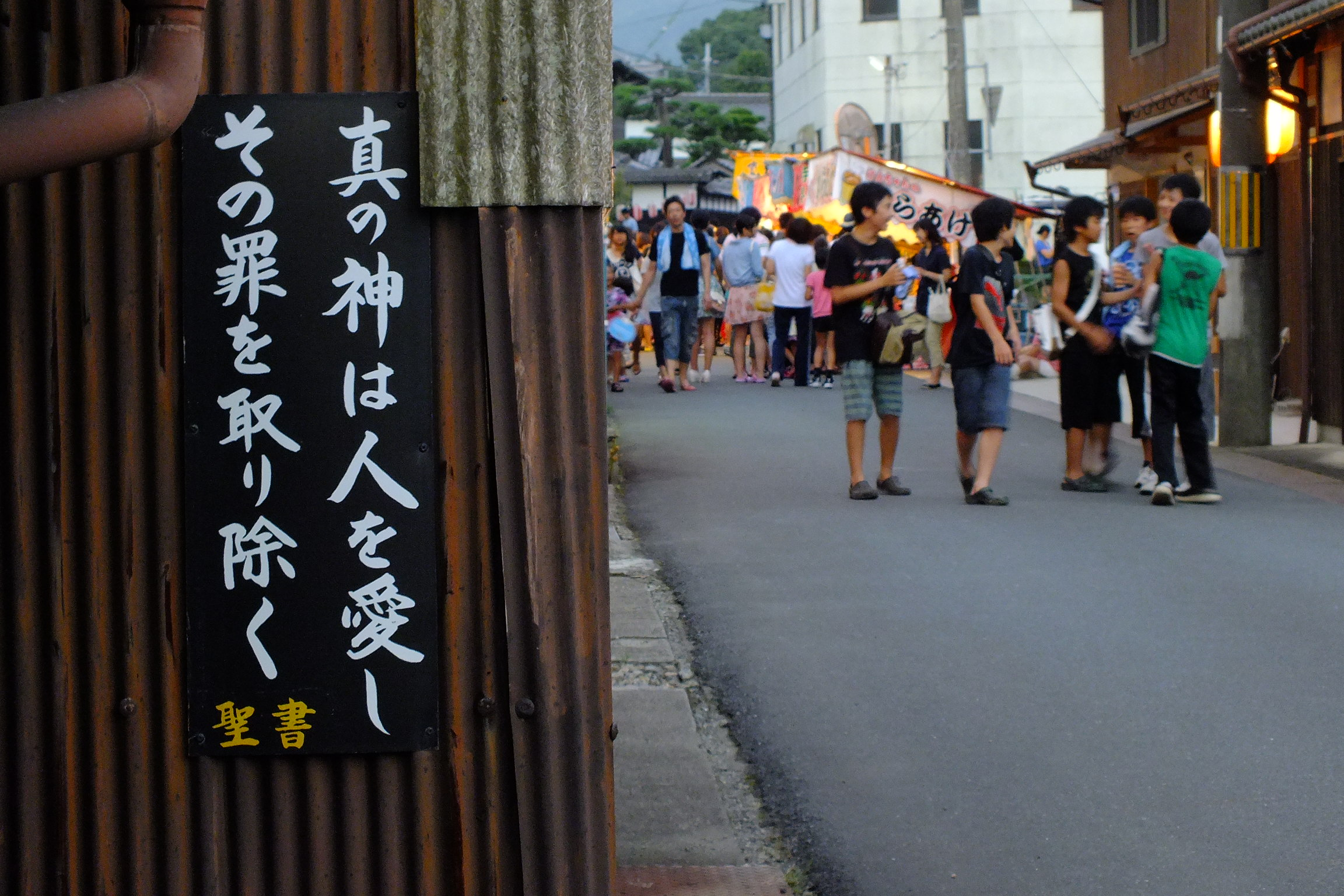
キリスト教系宗教団体のホーロー看板

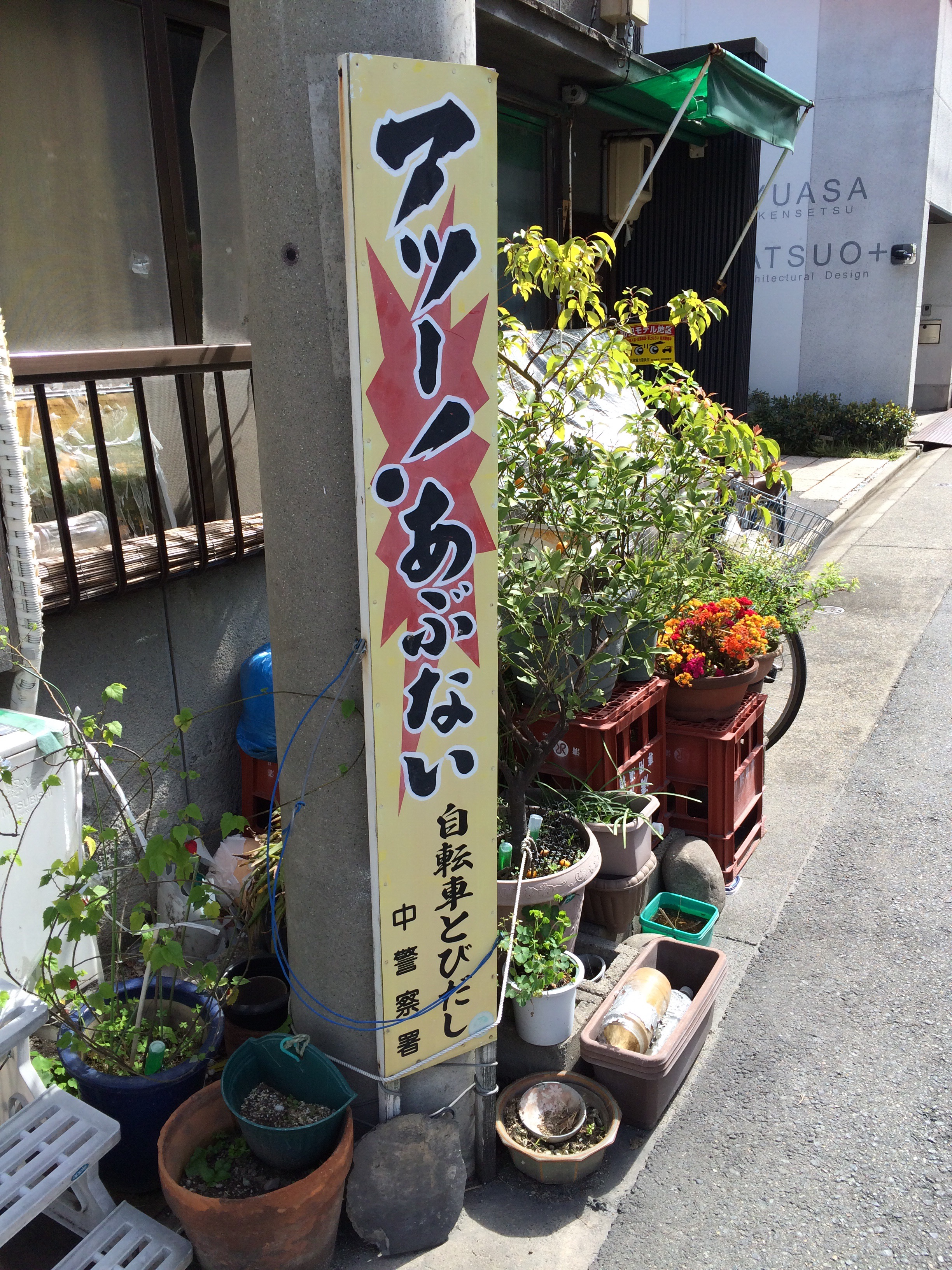
電柱に取り付けられた警察署の立看板

四角いもの（長方形のもの）が多いが、それに限られるものではなく、さまざまな形がある。また、大きさもさまざまであるが、一般に小さいものは看板と呼ばないことが多い。
紙を材質とするものは看板とは呼ばないため、ポスターとは明確に区別できる。ただし、ポスターと同じ内容のものを大きく引き伸ばし、板状のものに貼り付けて屋外に掲示する場合には、看板と呼ぶことができる。

### 主な材質
木製看板
最も古くからあり、屋号などを掲げるものが多い。腐食の恐れがあるほか、木材によってムラがあるため、公共性が高い場面ではあまり使用されない。
金属製看板
商品名の宣伝や取り扱い商品であることの告知目的で店先などに掲げられ、ビール・石鹸・塩・たばこなどの看板が多い。かつてはトタン板などスチール板は広く使用されていたが、屋外設置のために塗料が落ちると「サビ」などで美観を損ねる可能性がある。このことから、アルミ複合板やオーステナイト系（SUS304）ステンレスなどの錆びにくい素材を使用することが増えている。
ホーロー看板
ホーローとは、金属板の表面にガラス質の釉薬を高温で焼き付けたもの。金属製看板と同様に使用されるが、こちらの方が耐久性に優れる。かつては屋外の表示や広告として一般的な存在であったが、商品サイクルが短くなったために下火になった。

合成樹脂板行灯（あんどん）看板という、中に電灯を組み込み、夜間や暗い場所でもよく見えるようにしたもの（内照式看板）が多い。主に、透明性、耐候性、強度に優れる点からアクリル樹脂が用いられる。内照式看板が消灯している場合は営業していないとみなされる場合が多い。
合成樹脂シート
金属などの枠に、合成樹脂のシートを貼ったり、結びつけるもの。意匠を容易に変えることができ、新商品が出るたびに大型の設置版にラッピングで貼り付ける方式のものも多い。
電光掲示板、デジタルサイネージ
最近はLEDなどを使用した電光掲示板のタイプのもの増えてきている。パチンコ店などの遊戯施設や大型商業施設などでの設置が多く見られている。いろいろな広告を順番に切り替えて表示できるため、一つの看板で複数の広告を表示できるというメリットがある。
電光掲示板は従来の看板業者が扱うものとは違い、電機メーカー、LED表示器メーカー、映像製作を行う企業などが参入している。
スチレンボード
ポリスチレンフォームを看板にも使用できるよう、ある程度強度を持たせて板状にしたもの。発泡スチロールと同様の材質であるため、屋外では使用できないが、軽量、低コスト、加工性の高さから屋内用看板の素材として広く使われる。素人でも比較的簡単に扱えるため、店頭POPとして使用されることが多い。

## 種類

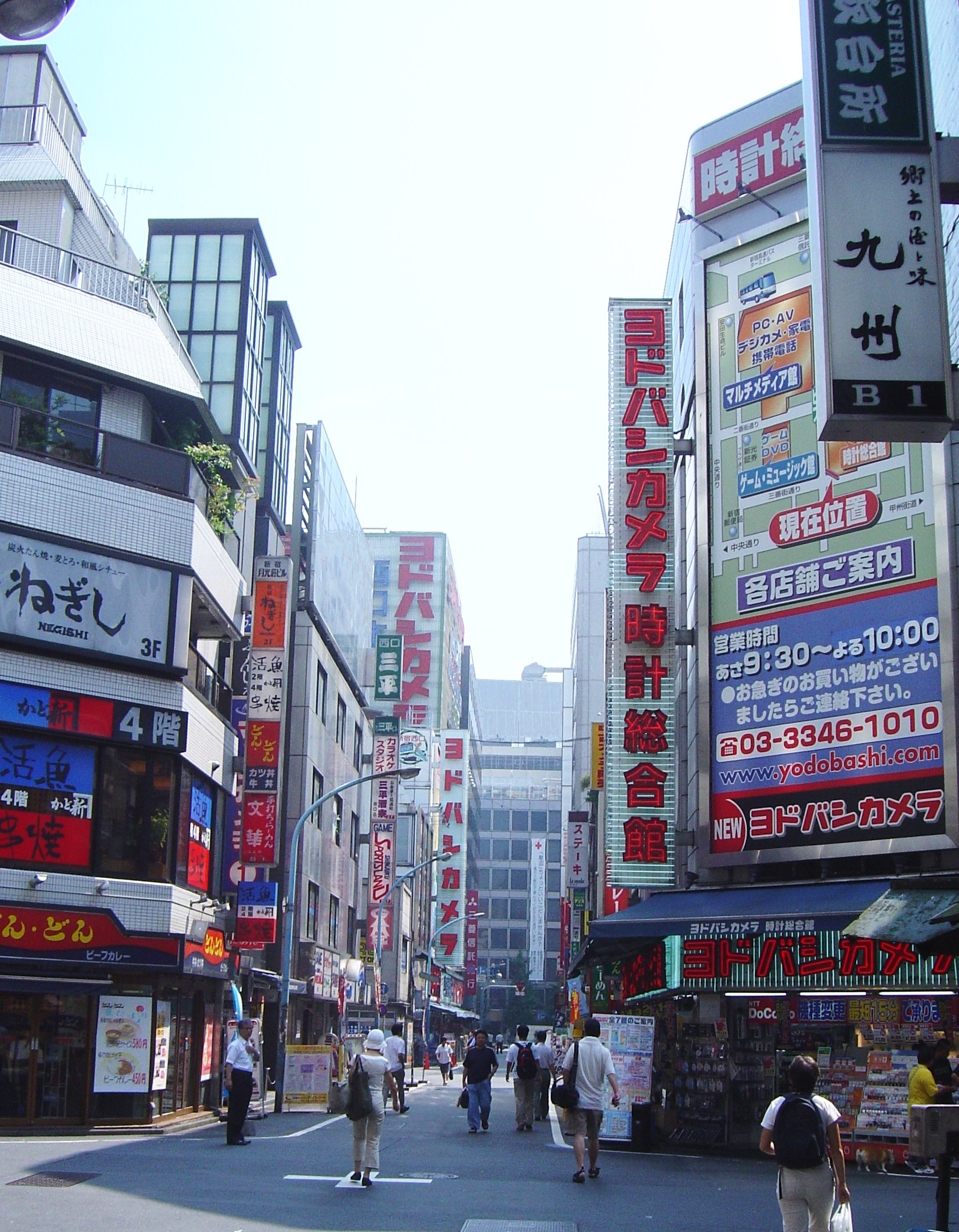
新宿区街頭の広告看板

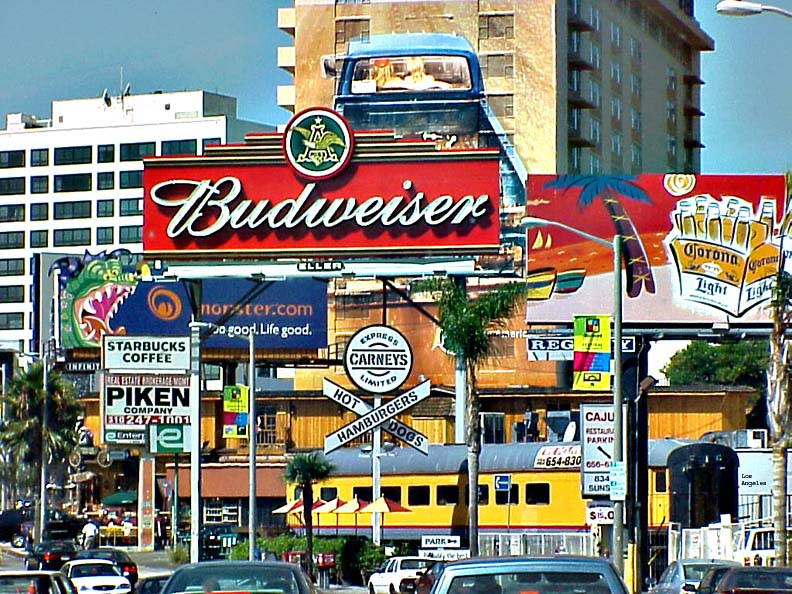
ロサンゼルス・サンセット大通りの看板

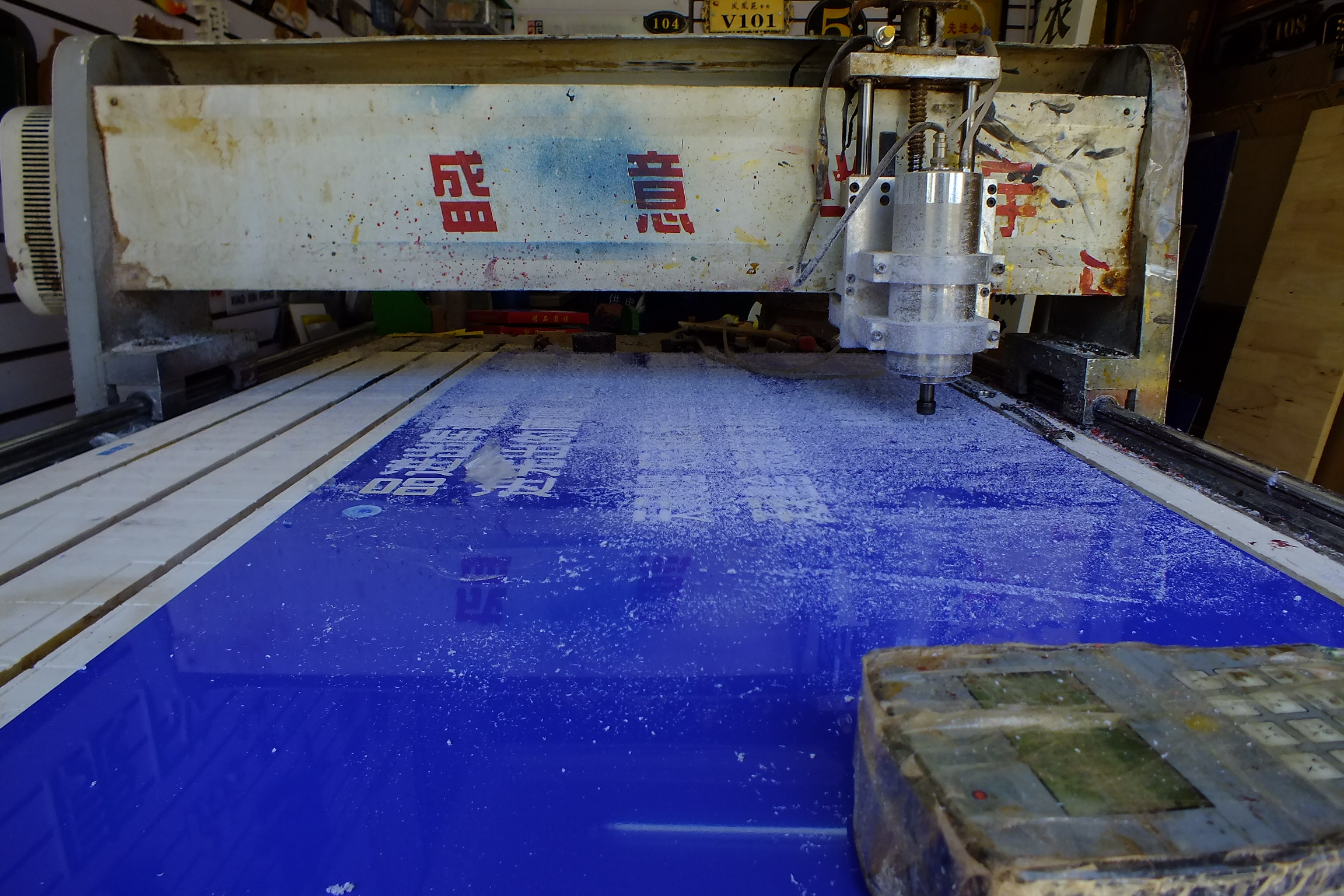
近年の主流であるアクリル樹脂版に機械彫りで製作される看板（中国雲南省昆明市五華区文庙直街）

看板の種類としては、店舗の軒先につけるもの、一般のビルにつけるもの（側面、屋上など）、店舗の前や道路に置くもの、電柱などにくくりつける違法な立て看板（捨て看板）、吊り下げているものなど、さまざまである。なお、看板建築などと呼ばれるものもあった（看板代わりに彫刻風の装飾をつけたもの）。看板が縦長で、かなりの高さがあり、かつ、独立して起立している場合には、「広告塔」と呼ばれることもある。
看板の通称名として、袖看板（突き出し看板）、欄間（らんま）看板（コンビニ看板）、屋上看板、ポール看板、懸垂幕及び横断幕、案内板、ウインドサイン、壁面文字、テント看板、野立て看板（広告塔）、立て看板（捨て看板）、スタンド看板（置き看板）などと呼ばれる。
また、広告宣伝車（アドトラック）や電車・バスなどのラッピング車両のように車両自体が看板となり、街を走って広告の役割を果たすこともある。ただし、広告だけが目的ではなく、人や物の運搬が主目的で、単にトラックやバスの側面に広告が表示されているだけの場合には、その自動車を「看板」とは呼ばない。車をラッピングしたり、ステッカーを貼ることに抵抗がある場合、マグネットシートにカッティングシートを貼り付けて看板を製作し、着脱できるようにするという工夫もできる。
鉄道駅の構内や地下道などの壁に掲示される駅名表示・広告は、看板（「駅の看板」）と呼ばれるケースがあるが、常に呼ばれるわけではないようである。また、駅の構内や地下道などにある通路表示・出口表示や出口の場所を示す地図などは、通常、看板とは呼ばれず、むしろ案内板（案内図・サイン）と呼ばれる。
ある企業の本社ビルが立派であったり、そのビルの形状に著しい特徴があるような場合（例・日本電気の本社ビル。横から見た場合にロケットの形に似ている）には、そのビルにその企業についての広告的な表示がなされていない場合であっても、「ビル自体が、あの企業の看板だ」と比喩的に言われることもある。

## 掲出料金
掲出期間や時期、内容など契約内容によっても大きく左右されるが、通行量やマスコミに取り上げられる機会の高い場所の例では高めになる傾向がある。日本では、東京都渋谷駅西口の円柱状商業ビルの側壁スペースが2週間で1,300万円、東京都新宿駅東口の街頭ビジョンが2週間、30秒×4回/時・52回/日で480万円（いずれも2013年現在）といった例がある。アメリカニューヨークのタイムズスクエアでは、1か月で40万ドル（2007年）といった契約例もある。

## 表面の記載
ほとんどの場合、表面に文字が記載されるが、それに加えて、絵、写真などが表示されていることが多い。「絵」は、印刷されたものを貼り付ける場合もあるが、看板に直接絵具などで描かれる場合もある。また、目立つことを目的に、表面のみならず看板自体に特別な色（透明であることを含む）を用いているケースも多い。木製の看板の場合、彫り込みされていることもあり、形も商品に合わせるなど、さまざまなものがある。合成樹脂製の看板の場合は、文字が切り貼りされているものも多い。

## 規制
看板を含む屋外広告物には屋外広告物法による規制がある。都道府県、政令市及び中核市は、この法律に基づき屋外広告物条例を制定し、必要な規制を行うことが可能である。そのほか、景観行政団体の市町村や歴史まちづくり法に基づく認定市町村も、当該都道府県と協議の上で屋外広告物条例を定め、屋外広告業の登録に関することを除いて必要な規制を行うことが可能。　
違反者に対しては、都道府県知事が広告物の管理者に対し、除去ほか必要な措置を命ずることができる。はり紙、はり札、立看板、広告旗などに関しては、一定の要件を満たせば、行政側が自ら除去し、条例で定められた内容により、廃棄・売却が可能である。
- 海外の例
  - アメリカでは、ハワイ州（1927年から）、アラスカ州、バーモント州、メイン州で屋外広告を禁止している[12]。また、高速道路などのそばにある広告もHighway Beautification Act（英語版）で規制されている[13]。
  - ブラジルのサンパウロでは、2006年9月に Lei Cidade Limpa(クリーンシティ法（ポルトガル語版）) が可決され屋外広告が禁止された[14][15]。
  - フランスのグルノーブルでは、2014年11月に街頭広告を禁止した[16]。

### 目的
- 良好な景観の形成又は風致の維持[11]
- 公衆に対する危害の防止[11]

### 京都市の場合
国際観光文化都市のひとつである京都市では特に規制が厳しく、屋外広告物を都市の景観をかたちづくる重要な要素としてとらえ、1956年（昭和31年）より屋外広告物法に基づき独自の条例を制定、規制と誘導を進めてきた。対象には商業広告以外の営利を目的としないものも含む。市内全域を屋外広告物規制地域又は屋外広告物禁止区域などに指定し、町並みに応じ21に分け地域ごとに基準を定めている。区域内で屋外広告物を表示する場合は市長の許可が必要である。窓ガラス内側から表示される広告物についても一定の規制がある場合がある。

## 言葉として
看板には人目を引き、客を呼ぶものとの意味があり、以下のような使われ方もある。
- 見世（店）女＝看板女：言葉としては、浮世草子『好色一代女』（17世紀末成立）から見られる[19]。
- 看板娘：若い美人の女店員。
- 看板興行
- 看板俳優
- 看板演目
- 看板倒れ：外見が立派なのに対して中身が伴っていない様。
- 看板大関：江戸時代の相撲界で、体が大きくて見栄えがする人間を形だけの大関として客寄せにした。中には、素質を認められて実力相応の番付に下げられて角界入りした例もあった。

また、看板を片づけると店じまいのしるしになることから、閉店のことを「看板」という例もある。

## 落語
古典落語の「首屋」は落ちが看板という点で珍しいものである。内容は以下の通り。
貧乏な男が自分の首の張り子を作り、「首屋でござい」と言って回る。ある武士が試し切りをしたいので買おう、と申し出て、いよいよ首を切られる瞬間、彼は張り子の首をおいて逃げ出す。「俺が買ったのはその首だ」「いえ、こちらの首は看板でございます」

## 問題とメリットについて
問題
2003年に国土交通省が行った「子どもたちに残したい＆残したくない」にて、残したくない風景では電線・電柱に次いで2位の34％となっている。
交通案内、交通標識の確認を阻害する。
老朽化による落下事故。
メリット
商業の活性、明かりが多くなるため防犯効果がある。